# Canal de Cannaregio

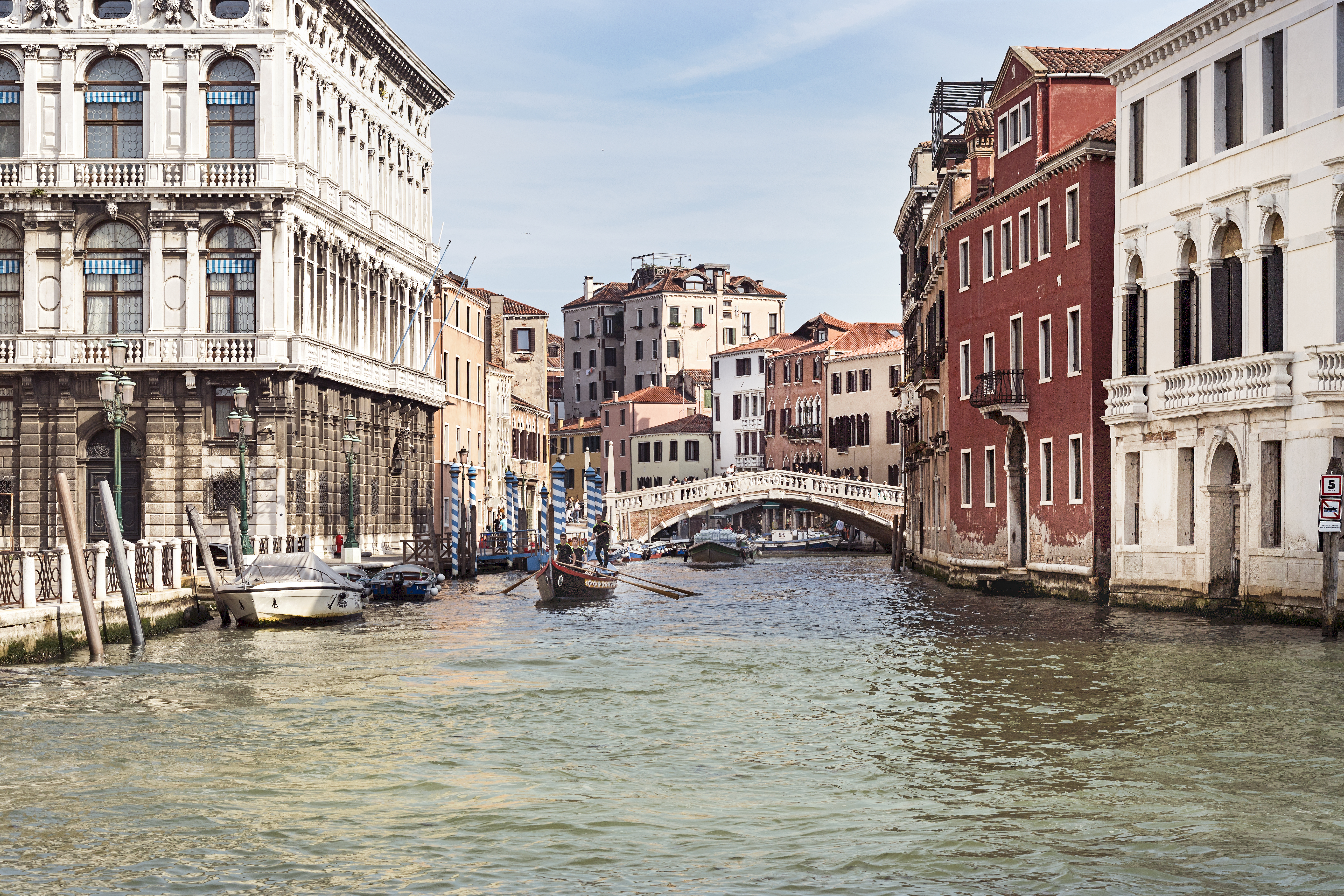
Le canal de Cannaregio vu du Grand Canal

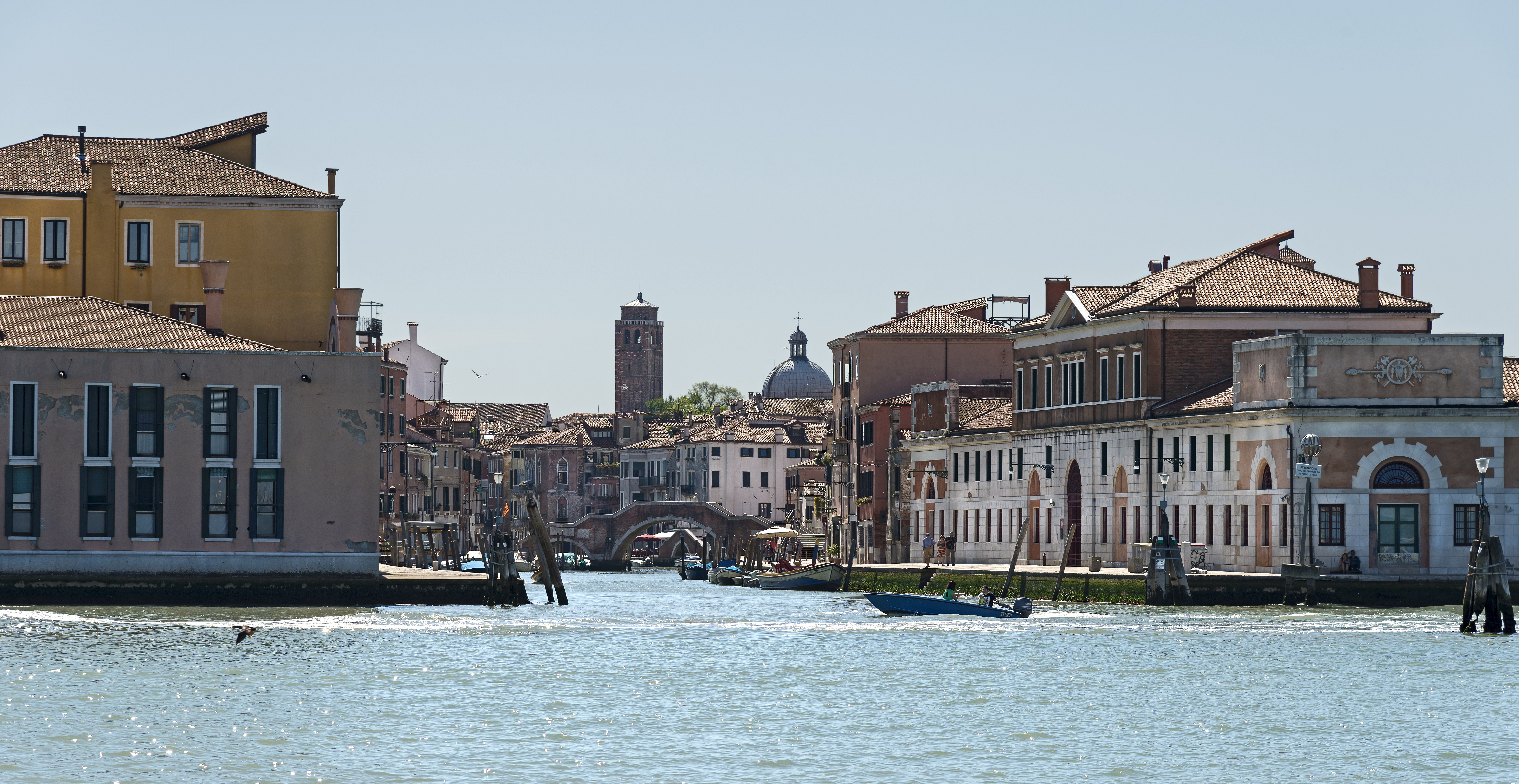
Le canal de Cannaregio vu de la lagune

Jadis artère d'approvisionnement principale de la ville et appelé Canaleclo puis Canal Regio jusqu'au XVIIe siècle, le Canale di Cannaregio est l'une des plus importantes voies navigables de Venise.

## Description
Il relie le Grand Canal avec le nord-ouest de Cannaregio, par les fondements de Saint-Job et celui de Sacca Saint-Jérôme.
Canal plus large que ceux à l'intérieur du centre-ville, il permet le passage des bateaux de la ACTV. Le canal a une longueur d'environ 800m.

## Architecture

### Les ponts
Importants sont les deux ponts enjambant le canal, les plus caractéristiques et les plus grands de la ville.
- Le Ponte delle Guglie (pont de flèches), qui remonte au XVIe siècle, est le seul orné par des pinacles, dont il tire son nom.
- Le Ponte dei Tre Archi (pont des Trois Arches), un des rares pont à Venise ayant plusieurs arches.

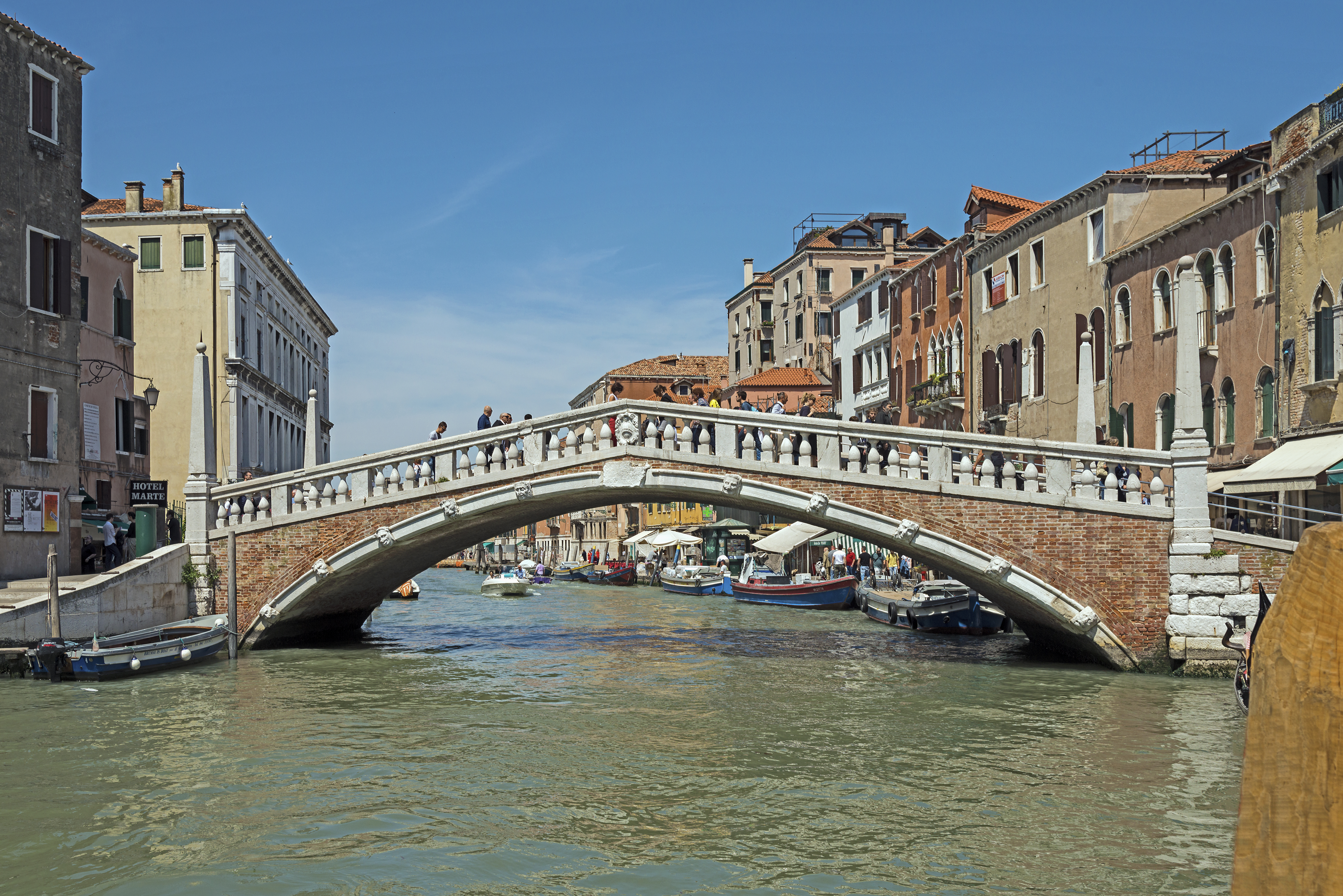
Ponte delle Guglie
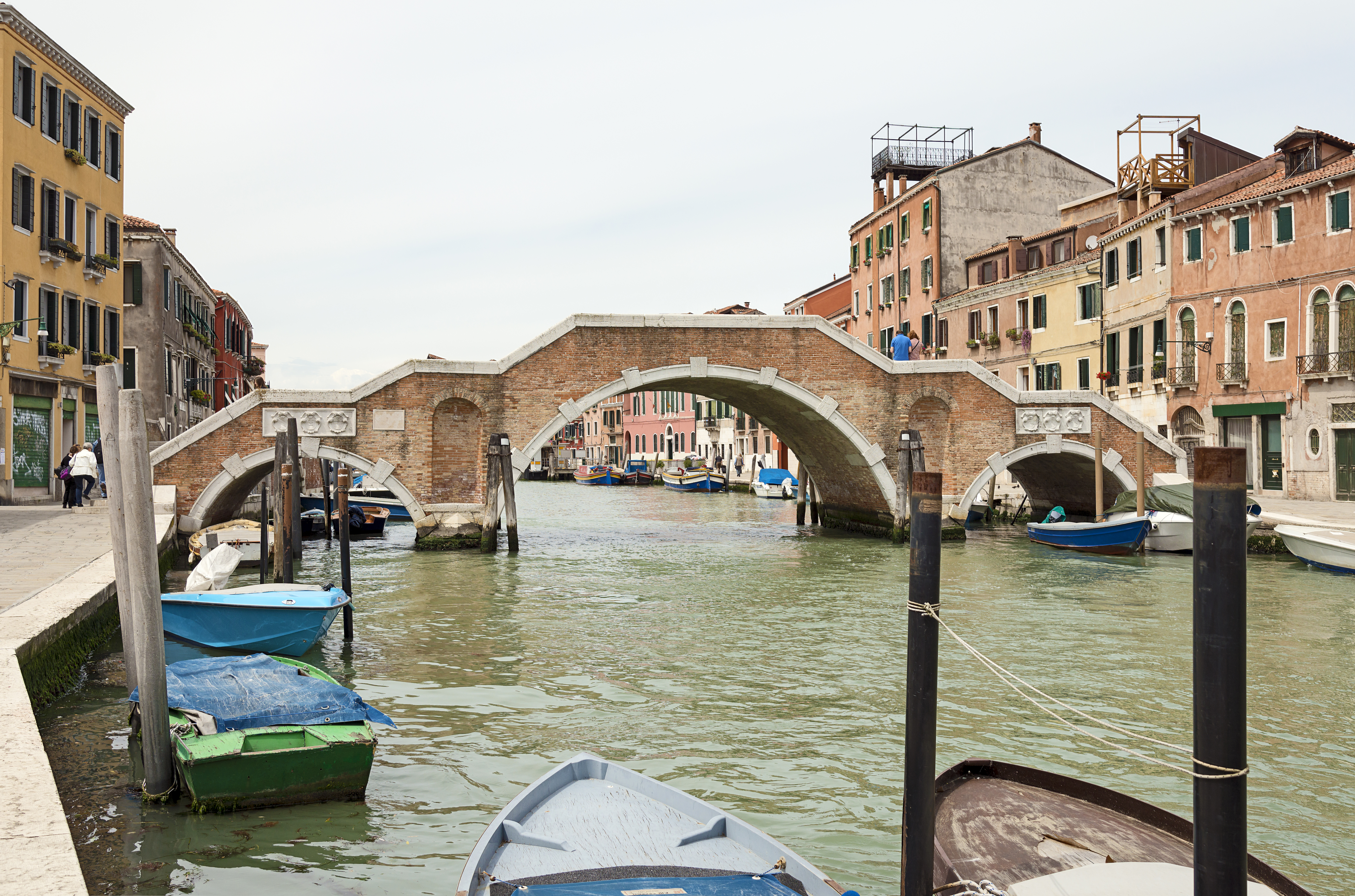
Ponte dei Tre Archi

### LesFondamente
Les deux fondamente qui s'étirent le long du canal présentent de nombreuses valeurs architecturales : le palais Labia, situé à l'intersection avec le Grand Canal, le palais Priuli Venier Manfrin, le palais Savorgnan, le palais Bonfadini Vivante (it), le palais Testa (it) et le palais Surian Bellotto.
Des églises intéressantes se dressent le long du canal: Santa Maria des Pénitents et son monastère, église de Saint Job et l'église Saint Jérémie.

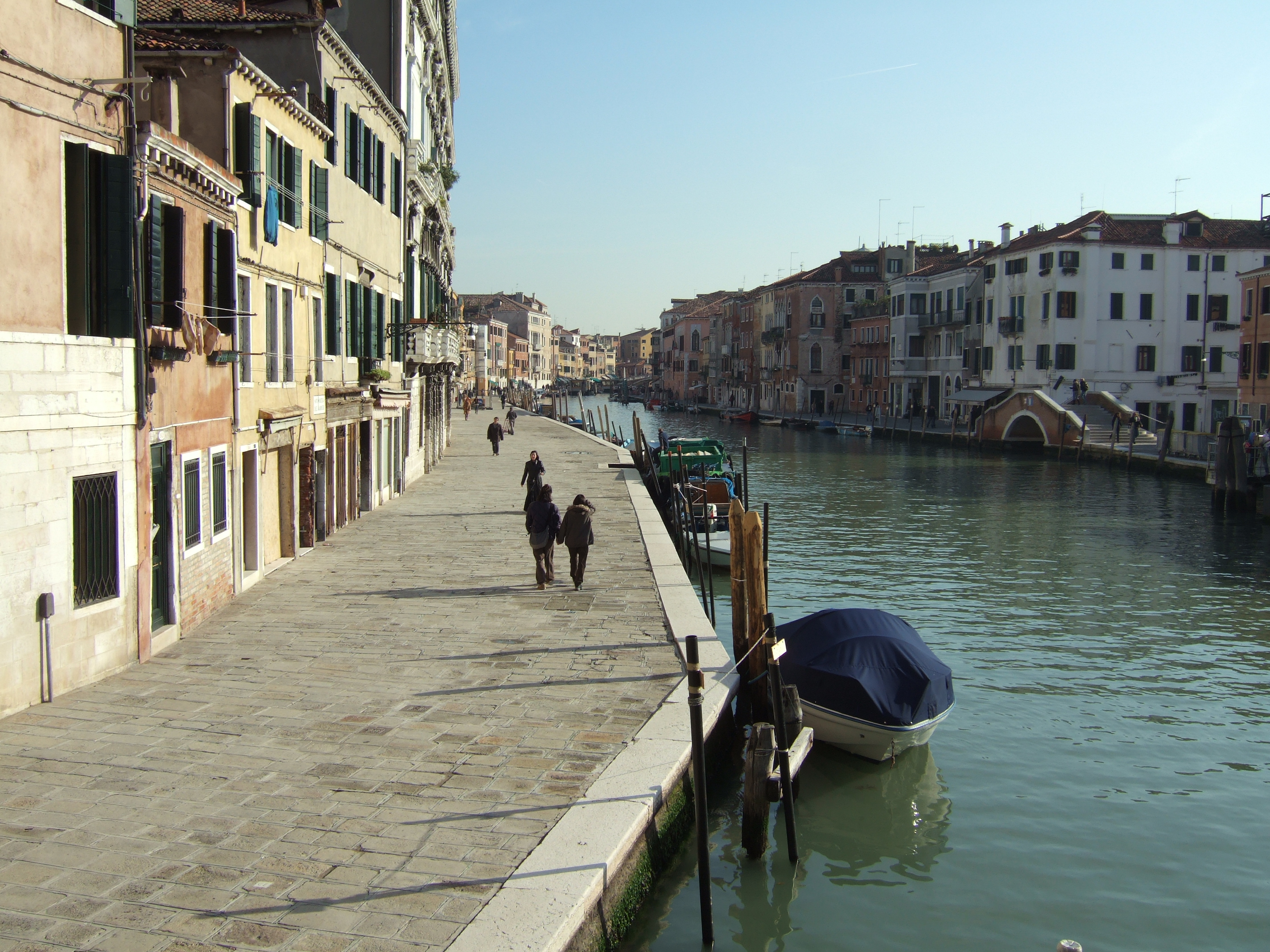
Vue du canal vers le sud-est du pont de Tre Archi
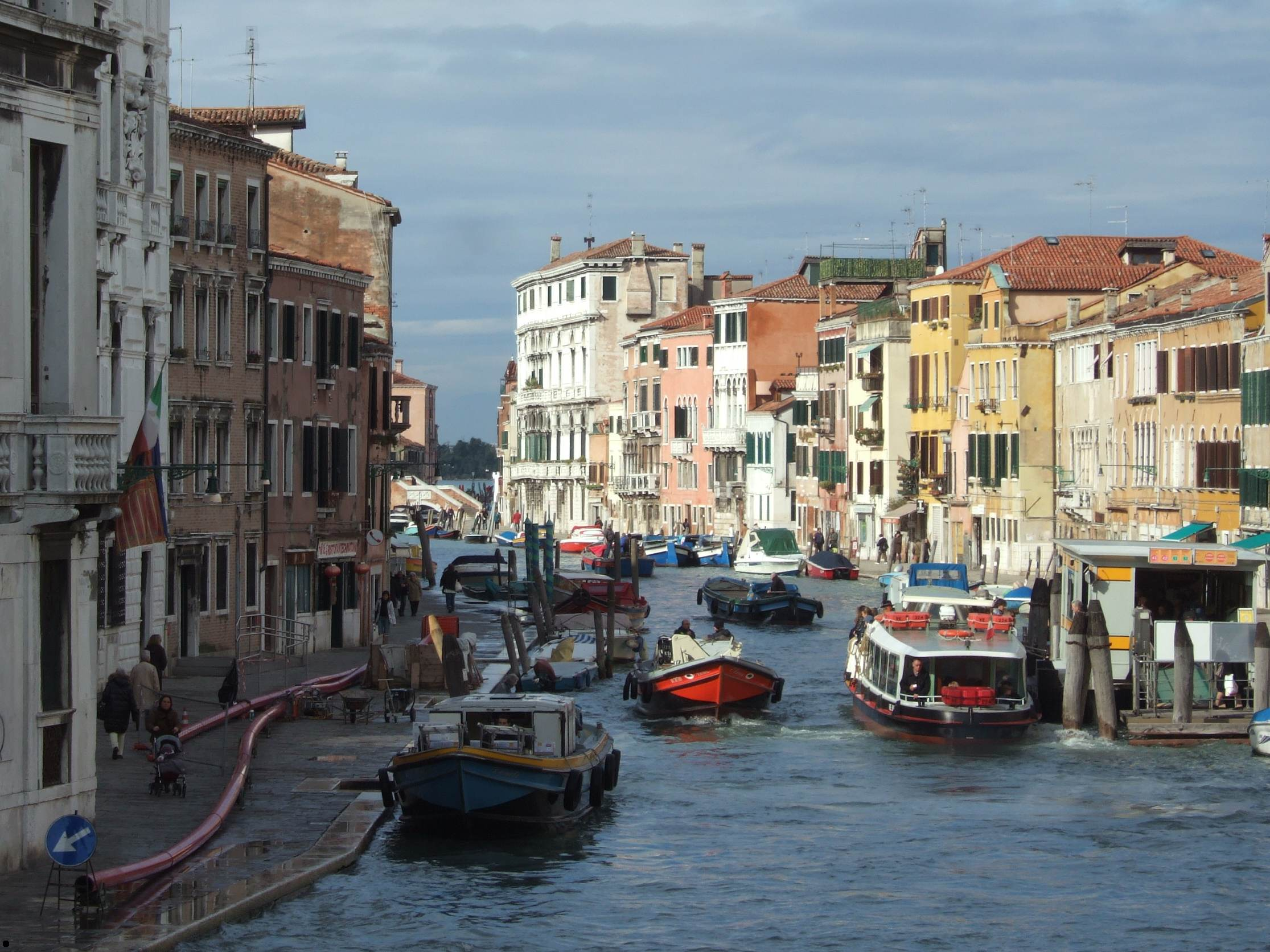
Vue du canal vers le nord-ouest du pont des Guglie
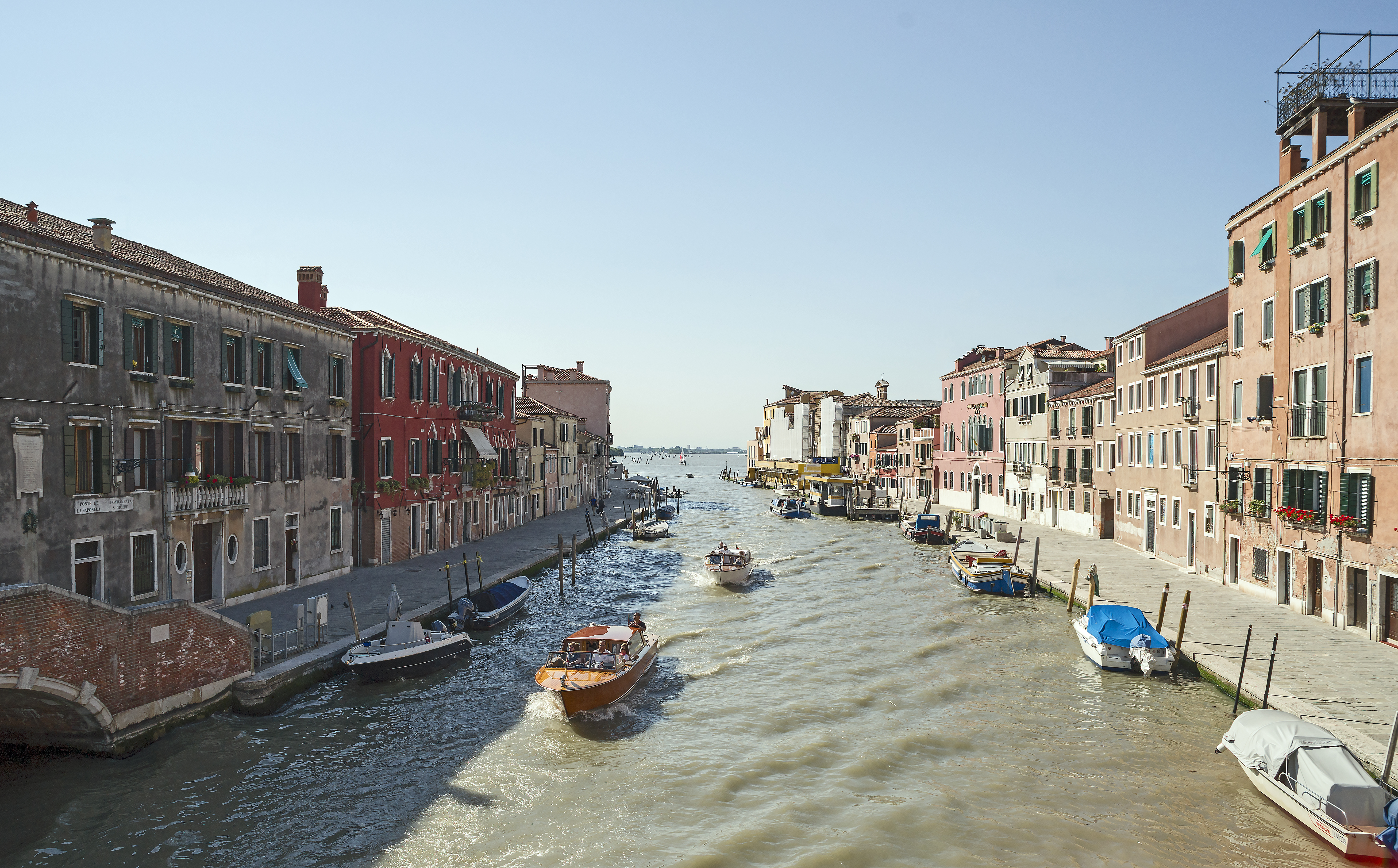
Vue du canal vers le nord-ouest du pont de Tre Archi
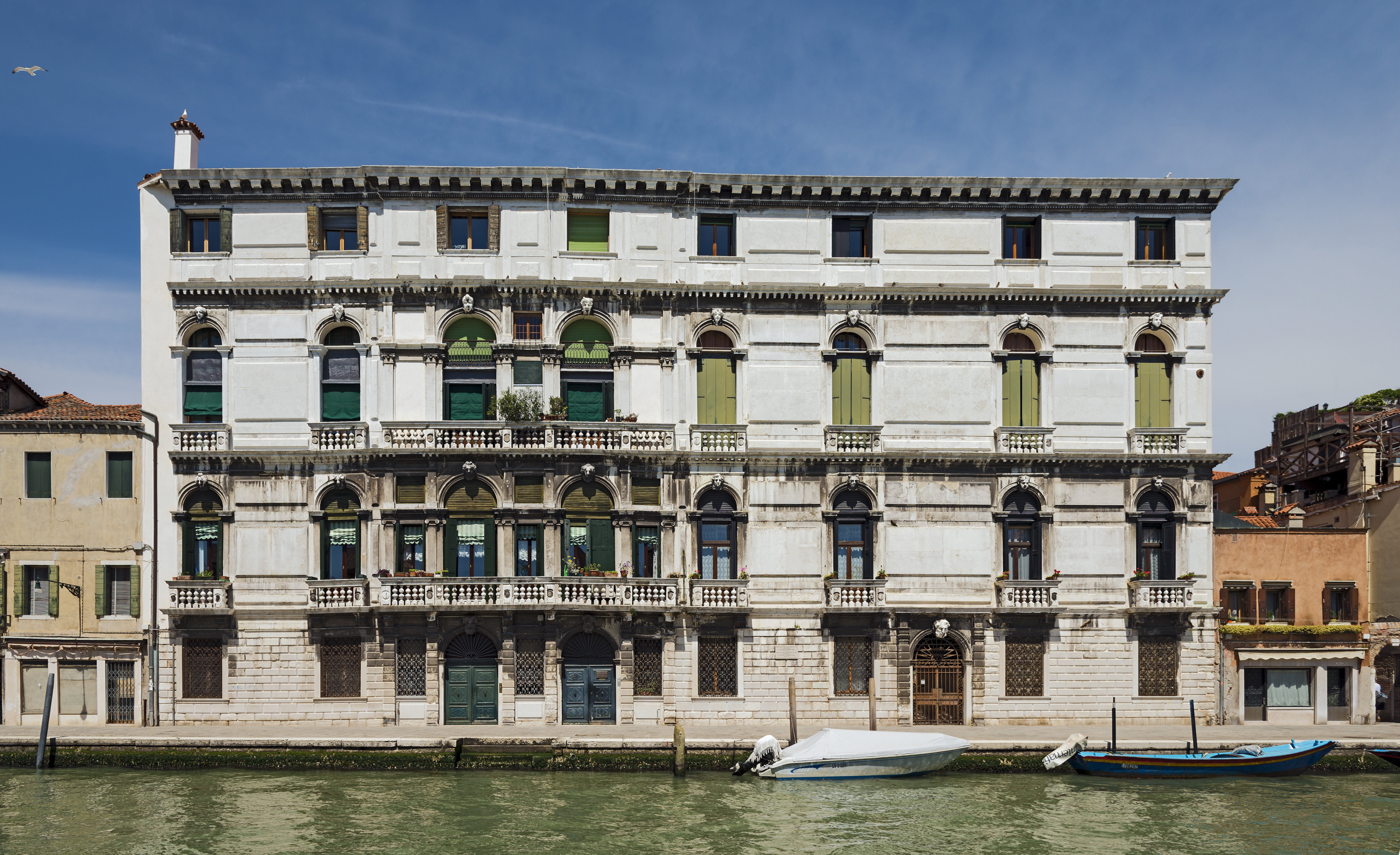
La Palais Surian Bellotto qui accueilli J.J.Rousseau

## Représentation dans l'histoire

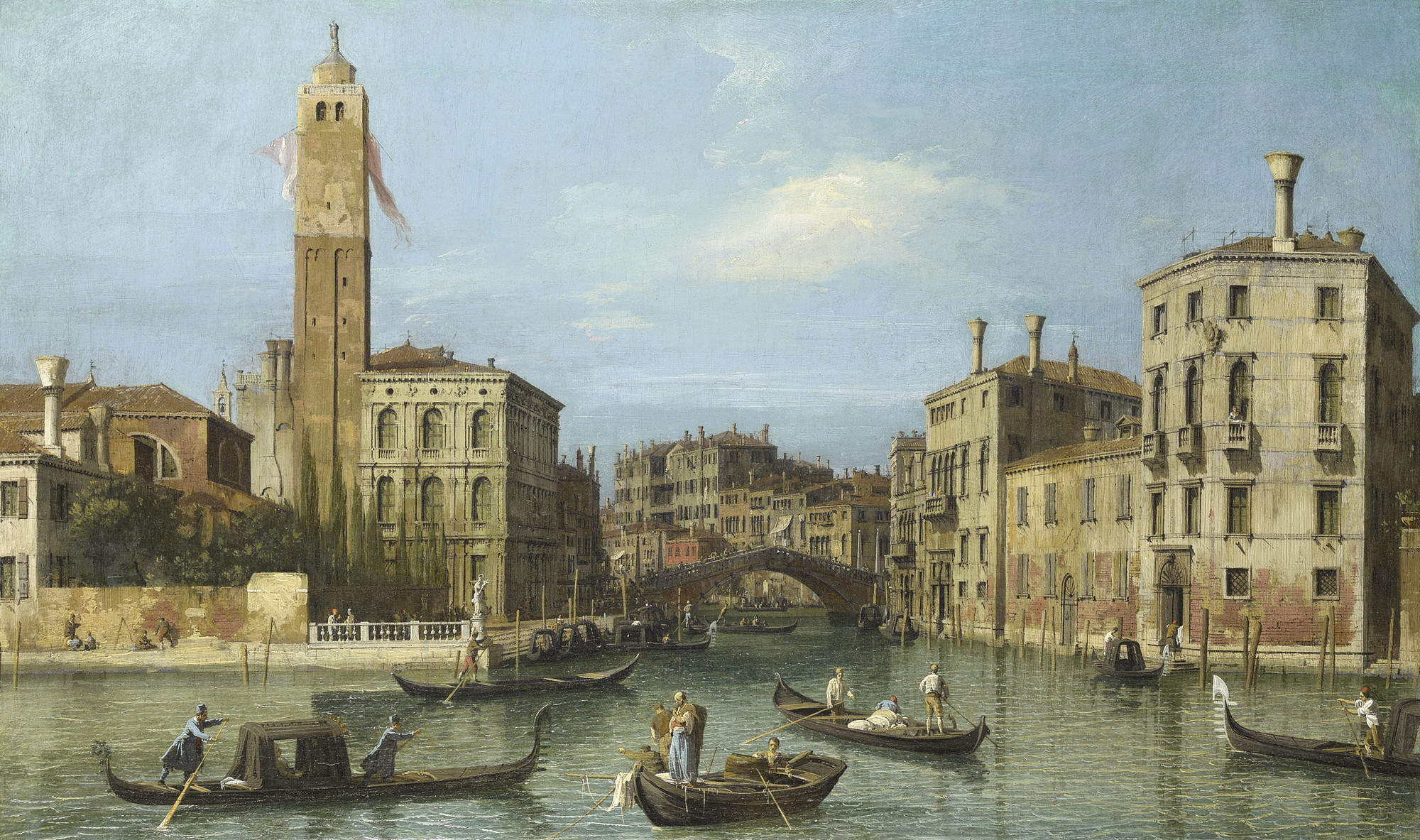
San Geremia et l'entrée du Cannaregio
1726-1727 par Canaletto
Royal Collection

Canaletto, peintre vénitien de vedute du XVIIIe siècle représente l'entrée du canal avant la reconstruction de l'Église San Geremia en 1753 par Carlo Corbellini. Francesco Guardi, autre védutiste vénitien, représente une Vue du canal de Cannaregio dans une toile de 1770.